# Apodacra greatheadi
Apodacra greatheadi är en tvåvingeart som beskrevs av Zumpt 1962. Apodacra greatheadi ingår i släktet Apodacra och familjen köttflugor. Inga underarter finns listade i Catalogue of Life.